# Ahmed Oumeri
Ahmed Oumeri, de son vrai nom Ahmed Belaid, alias Oumeri, orthographié parfois H'medh U'meri, est un célèbre rebelle kabyle . Il a déserté l'armée française pendant la colonisation, courait les montagnes du Djurdjura dans les années 1945. Mort trahi en 1947 dans un guet-apens tendu par l'administration coloniale française avec la complicité de son compagnon d'armes.
Grâce à l’ampleur de son activité rebelle et clandestine, Ahmed Oumeri, a pris la figure d’un héros national célébré et chanté par les plus grands poètes kabyles. Il restera un héros envers les kabyles.

## Biographie

### Origine et jeunesse
Ahmed Belaïd, voit le jour dans le hameau des Aït Bouaddou au pieds des crêtes du Djurdjura dans la wilaya de Tizi Ouzou, le 25 octobre 1911.  Enfant issu d’une famille misérable, déchue et déclassée par le pouvoir colonial français à cause de son opposition farouche à l’occupation. Le petit Ahmed connaîtra durant son enfance l’oisiveté et les longues journées d’errance dans les forêts de sa région natale; et fréquente courtement l'école primaire de son village.
D’abord berger, bûcheron, manœuvre et garçon de bain maure à Alger.

### Ahmed Oumeri le rebelle
Dès qu’il atteint l’âge adulte il fut mobilisé durant la Seconde Guerre mondiale se retrouva à Sedan, il réalise que cette guerre ne le concerne pas et, refusant de reprendre l’uniforme, déserte l'armée française en 1941. Arrêté puis emprisonné, à la cadence de Belfort (Maison-Carée) où il fut réincorporé au régiment de « La marche des levants », il réussit à déserter pour la deuxième fois et prend le maquis. Il rentre dans la clandestinité et devient rebelle sous le surnom de Ahmed Oumeri. Insaisissable, parcourant avec sa bande les forêts et les montagnes de toute la Kabylie. Viscéralement attaché à sa liberté, il habitait le cœur des pauvres gens, bandit d’honneur à sa façon et justicier pour son compte. Il rançonne et rackette les riches pour donner aux pauvres, venir en aide aux plus faibles et les venger lorsqu’ils étaient pressurés par leurs propres frères (caïds et agents de l’administration coloniale). Oumeri n’agissait jamais seul, il divisait sa bande en deux, la première moitié en avant de la seconde. Lorsqu’il y avait une vengeance à exercer, sur un représentant de l'administration coloniale, un caïd de douar ou un mouchard à liquider, c’est toujours lui qui se chargeait de la besogne. L’activité du bandit s’oriente contre l’occupant étranger et ses agents de service, son action prend une légitimité populaire.
Le phénomène des rebelles apparaît en Algérie et en Kabylie en particulier à la fin des grandes résistances populaires face à l’occupation française menées par Lalla Fatma N'Soumer et Cheikh El Mokrani. À la fin du XIXe siècle et au début du XXe siècle, les mouvements nationalistes algériens n’avaient pas encore pris forme, mais un parti nationaliste commence à s’implanter dans la région de Kabylie, Parti du peuple algérien (PPA), sous l’initiative de ce parti nationaliste, dorénavant chaque famille, chaque village, chaque douar devait s’occuper de ses déshérités, de ses marginaux, voire de ses « têtes brulées ». La densité et la fréquence des réunions nocturnes des cellules du PPA étaient que les mouvements des rebelles étaient pratiquement paralysées. Malgré tout, Ahmed Oumeri n’a jamais adhéré au parti. Cela lui a permis, d’ailleurs, d’agir librement sans se conformer à des idées partisanes et sans être régi par l’éthique d’un combat politique.
Quelques années plus tard le PPA gagne la confiance de toute la population kabyle et Ahmed Oumeri avait été récupéré dans l’organisation politique, de même que l’ont été certains rebelles dans les Aurès en 1954. Une partie de l’argent des rançons allait dans les caisses du parti et il lui arrivait parfois d’éliminer un traitre que les militants du PPA lui signalaient. De la sorte, il gardait sa liberté. Convaincu par Krim Belkacem, il était sur le point de rallier le groupe qui allait créer l’Organisation Spéciale (O.S.),,

### Mort
Les aléas de l’histoire ont voulu qu’Ahmed Oumeri se fasse tuer par trahison, le 16 février 1947 dans un guet-apens tendu par l’administration coloniale dans le hameau d'Iâazouzen (Ouadhia), au domicile de l'un de ses meilleurs compagnons d’armes Saïd Ouacel et son frère Ali, lors d’un banquet nocturne. Ce dernier a invité Oumeri et lui apporte un plat de couscous préparé par la femme de son frère Ali sous lequel il tenait un revolver, balle au canon, et tire sur Oumeri avant de déposer le plat devant la femme de son frère qui était enceinte. Oumeri est grièvement blessé mais réussit à saisir son pistolet p. 8 et tire sur Ouacel qu'il blesse légèrement à la tête, Ouacel en se relevant vide son chargeur dans la poitrine d’Ahmed Oumeri juste avant l'arrivée des agents de la police coloniale qui ont planifié ce guet-apens avec la complicité de Saïd Ouacel.
On raconte qu'Ouacel quitta très vite l'Algérie, pour la France, craignant les représailles et la vengeance des compagnons d'Ahmed Oumeri. Quelques décennies plus tard, il est retourné en Kabylie au milieu des années 1980 sans être reconnu dans son village natal, décédé en 2013 suite d'une crise cardiaque à l'âge de 98 ans.

## Postérité
L'aventure d'Ahmed Oumeri devenue une légende a de tout temps été louangée par les femmes dans leurs chants et glorifiée par les plus illustres poètes et artistes contemporains, comme Lounis Aït Menguellet, Lounès Matoub et le groupe Afous.